# جایزه آکتونیان
جایزه آکتونیان (به انگلیسی: Actonian Prize) جایزه‌ای است که توسط مؤسسه سلطنتی و هر هفت سال یکبار به نویسندگان مقالات برتر و نمایانگر حکمت و نیکوکاری اعطا می‌شود. ماری کوری و الکساندر فلمینگ از جمله افراد مشهوری هستند که موفق به کسب این جایزه شده‌اند. 